# Низьма (протока Умбы)
Низьма — правая протока реки Умба. Протекает по территории Терского района Мурманской области России. Устье находится в 21 км от устья реки Умба по правому берегу. Длина протоки — 15 км.

## Данные водного реестра
По данным государственного водного реестра России относится к Баренцево-Беломорскому бассейновому округу, водохозяйственный участок реки — реки бассейна Белого моря от западной границы бассейна реки Йоканга (мыс Святой Нос) до восточной границы бассейна реки Нива, без реки Поной. Речной бассейн реки — бассейны рек Кольского полуострова и Карелии.
Код объекта в государственном водном реестре — 02020000212101000008919.